# 부인중학교
부인중학교(富仁中學校)는 대한민국 경기도 부천시 원미구 상동에 있는 공립 중학교이다.

## 학교 연혁
- 1992년 3월 21일 : 부인중학교 설립인가
- 1993년 3월 1일 : 초대 김상용 교장 취임
- 1993년 3월 5일 : 제1회 입학식 (10학급, 입학생 417명)
- 1994년 2월 15일 : 제1회 졸업식 (1학급 48명)
- 2023년 12월 22일 : 제31회 졸업식(182명)
- 2024년 3월 1일 : 제11대 김성신 교장 취임
- 2024년 3월 4일 : 제32회 입학식(134명)

## 참고 자료
- 부인중학교 - 한국교육학술정보원 학교알리미